# Nina-Carissima Schönrock
Nina-Carissima Schönrock (* 7. März 1986 in Sulz am Neckar) ist eine deutsche Hörbuch- und Synchronsprecherin, sowie Moderatorin.

## Leben
Nach diversen Stationen bei Radiosendern wie Radio Neckarburg und DASDING, zog Schönrock nach München und arbeitete dort in verschiedenen Redaktionen, unter anderem bei der Fernsehsendung Galileo und den Portalen von United Internet als Redakteurin. Sie studierte in München Philosophie mit dem Schwerpunkt Medien- und Kommunikationswissenschaft. Seit 2020 betätigt sie sich als Hörbuch- und Synchronsprecherin sowie als Podcasterin. Außerdem unterstützt sie unter anderem das SOS-Kinderdorf mit ihrer Tätigkeit als Moderatorin.
Schönrock lebt und arbeitet in München.

## Hörbücher (Auswahl)
- 2021: Dein Kind isst besser, als du denkst von Julia Litschko und Katharina Fantl, storytel, ISBN 978-91-521-4840-2
- 2022: Zeit der Pfirsichblüte von Anja Saskia Beyer, Shooting Star Audio, EAN 4066004365275
- 2022: Let's be wild von Nicole Böhm und Anabelle Stehl, Harper Audio, ISBN 978-3-365-00340-4 (Hörbuch-Download, gemeinsam mit Henrike Tönnes, Pia-Rona Saxe und Vincent Fallow)
- 2022: Mord verdirbt den Appetit von Carlene O’Connor übersetzt von Anja Samstag, dp audiobooks, ISBN 978-3-98637-952-0
- 2022: Let's be bold von Nicole Böhm und Anabelle Stehl, Harper Audio, ISBN 978-3-365-00340-4 (Hörbuch-Download, gemeinsam mit Henrike Tönnes, Pia-Rona Saxe und Vincent Fallow)
- 2023: Warum ein Mann, wenn man Meer haben kann? von Christine Ziegler, Audiobuch, ISBN 978-3-98759-029-0
- 2023: Magie und Liebe – Eine Hexe zum Verlieben, Teil 1 von Kristina Günak, Shooting Star Audio, EAN 4066004511368
- 2023: Engel lieben gefährlich – Eine Hexe zum Verlieben, Teil 2 von Kristina Günak, Shooting Star Audio, EAN 4066004511177
- 2023: Jaguare küsst man nicht – Eine Hexe zum Verlieben, Teil 3 von Kristina Günak, Shooting Star Audio, EAN 4066004547961
- 2023: Verliebt, Verlobt... Verhext – Eine Hexe zum Verlieben, Teil 4 von Kristina Günak, Shooting Star Audio, EAN 4066004620206
- 2023: Ein Drache kommt selten allein – Eine Hexe zum Verlieben, Teil 5 von Kristina Günak, Shooting Star Audio, EAN 4066004640655
- 2023: Rotkäppchen lügt von Elias Haller, Audible GmbH
- 2024: Vöglein schweigt von Elias Haller, Audible GmbH
- 2024: Schneeweißchen stirbt von Elias Haller, Audible GmbH
- 2024: Let's be Free von Nicole Böhm und Anabelle Stehl, Harper Audio, EAN 9783365006894 (Hörbuch-Download, gemeinsam mit Henrike Tönnes, Pia-Rona Saxe und Vincent Fallow)

## Hörspiel
- 2021: Andi Meisfeld und das Nussknacker-Geheimnis von Tom Steinbrecher als Polizeimeisterin Mohn
- 2023: Abenteuer in der Magic Mags-Welt – Das Unterwasserschloss als Meerjungfrau Lola

## Synchronrollen (Auswahl)
- 2022 South Park als „McCormick Science Wing Scientist“ (1 Folge)
- 2022 Fortune Favors Lady Nikuko als „Mitarbeiterin des Therapiezentrums“ (Anime-Film)
- 2022 The Good Doctor: Edelyn Okano als „Elaine Liu“ (1 Folge)
- 2022 Outlander als „Haushälterin Mary“ (1 Folge)
- 2022 Die Fraggles als „Marly Fraggle“ (1 Folge)